# 熊本薫
熊本 薫（くまもと かおる、1985年10月28日 - ）は、千葉県出身の日本の女性ファッションモデル（読者モデル）である。現在、『AneCan』の読者モデルであると同時に、一児の母でもある。Livedoor campus girlのしても活動していた。

## 人物
- 尊敬する人物は、高垣麗子
- 2008年の誕生日に入籍。その翌年に出産。
- プリンとチョコレートが好物で、パクチーが苦手。

## 経歴
- 東洋大学出身。教育学科で、中学校教員・高等学校教員・特別支援学校教員・司書・社会教育主事の資格・免許を所持している[1]。
- MAMAPLA（ママプラ）現・編集長

## 活動実績

### テレビ
- 三竹天狗（テレビ朝日）
- オビラジR （TBSテレビ）

### 雑誌
- 『PINKY』（集英社）元専属読者モデル
- 『AneCan』（小学館）

### ラジオ
- ラジオDJとしてm-floと共演した経歴もある。